# Spiridion Czawczawadze
Spiridion Czawczawadze, ros. Спиридон Чавчавадзе (ur. 3 marca 1878, zm. w 1952 w ZSRR) – rosyjski, a następnie gruziński wojskowy (generał), emigracyjny działacz narodowy i kombatancki, dowódca grupy gruzińskiej Sonderstab "R" podczas II wojny światowej.
Pochodził z książęcego rodu. Od początku stycznia 1909 r. w stopniu porucznika służył w 13 Włodzimierskim Pułku Ułanów. W 1912 r. awansował na podpułkownika. Brał udział w I wojnie światowej. W 1916 r. został pułkownikiem. Odznaczono go Orderem Św. Jerzego 4 klasy. Od poł. kwietnia 1917 r. dowodził 13 Włodzimierskim Pułkiem Ułanów. Po proklamowaniu Demokratycznej Republiki Gruzji pod koniec maja 1918 r., służył w gruzińskiej armii, dochodząc do stopnia generała. Kiedy wojska bolszewickie zajęły Gruzję na początku 1921 r., pozostał w kraju. Latem 1924 r. kierował nieudanym powstaniem antybolszewickim. Po jego klęsce przedostał się do Francji. Działał w emigracyjnych organizacjach kombatanckich. W styczniu 1940 r. wszedł w skład Gruzińskiego Komitetu Narodowego w Paryżu, zostając następnie jego przewodniczącym. Pod koniec lipca tego roku brał udział w zjeździe gruzińskich działaczy narodowych w Rzymie, podczas którego prowadzono rozmowy z innymi kaukaskimi emigrantami w sprawie powołania wspólnego ugrupowania politycznego. W 1942 r. stanął na czele grupy gruzińskiej w Sonderstab "R". Po zakończeniu wojny przebywał w niewoli alianckiej. W 1947 r. dobrowolnie przybył do ZSRR. Po procesie skazano go w 1951 r. na karę 25 lat łagrów. Zmarł w obozie.